# Mojada y peligrosa
Mojada y peligrosa es una película musical en technicolor de Metro-Goldwyn-Mayer estrenada en 1953, protagonizada por Esther Williams, Fernando Lamas y Jack Carson, y dirigida por Charles Walters, con una secuencia animada de natación protagonizada por Williams con el dúo animado Tom y Jerry.

## Resumen de la trama
Katie Higgins (Williams) es la hija sana de un granjero lechero. Toda la familia (Pa, Ma, Suzie, Katie y Junior) comienza el día con una canción alegre y un baño matutino. Un día, Katie conoce al vendedor viajero Windy Weebe (Carson) quien está instantáneamente enamorado. Weebe vende un elixir que pretende convertir al usuario en un espécimen lleno de vitalidad, y al notar la fuerza de toda la familia en el agua, sugiere que todos intenten nadar el Canal de la Mancha. La familia y Weebe se dirigen a Inglaterra donde aprenden que la distancia a conquistar es de 20 millas "a medida que la gaviota vuela" pero con las corrientes, puede ser de hasta 42 millas. Katie es la única de la familia lo suficientemente fuerte para intentar esta hazaña, así que comienza a entrenar con Weebe como su entrenador.
En un día de niebla, Katie, en el agua, es separada de Weebe, en un bote de remos, y es rescatada por un apuesto francés, Andre Lanet (Lamas). Lanet se enamora de la valiente americana y comienza a tratar de cortejarla. Katie trata de mantenerse concentrada en su natación, pero es arrastrada en diferentes direcciones por los dos hombres. En una secuencia de sueños, Katie hace un ballet submarino con los personajes de dibujos animados Tom y Jerry, así como representaciones animadas de las diferentes personas de su vida. La película termina felizmente con el intento de Katie de cruzar el Canal y la resolución de sus problemas con los caballeros.

## Reparto
- Esther Williams como Katie Higgins
- Fernando Lamas como André Lanet
- Jack Carson como Windy Weebe
- Charlotte Greenwood como Ma Higgins
- Denise Darcel como Gigi Mignon
- William Demarest como Pa Higgins
- Donna Corcoran como  Higgins Junior
- Barbara Whiting como Suzie Higgins
- Bunny Waters como Greta
- Henri Letondal como Joubert
- Paul Bryar como Pierre
- Jack Raine como Stuart Frye
- Richard Alexander como el nadador del Canal de Egipto
- Tudor Owen como Old Salt
- Ann Codee como la Señora Lanet
- Darrell Wesley Clow como el nadador noruego
- William Hanna como el Tom Cat (sin crédito)

## Producción
La película se basó en una historia de Dorothy Kingsley. A MGM le gustó, la compró y contrató a Kingsley para convertirla en un guion. Originalmente se llamaba Everybody Swims y estaba pensada como un vehículo para Esther Williams y Debbie Reynolds.
En las secuencias submarinas en las que Williams habla con Tom y Jerry,  Joseph Barbera hizo que le salieran burbujas rosas de su boca por un costo de 50.000 dólares.
El final de la película se reescribió después de un incidente que ocurrió en la vida real durante el rodaje de la película cuando Johnny Weissmuller (antiguo compañero de  Aquacade de Esther) se zambulló en el agua para nadar junto a Florence Chadwick, a la que estaba entrenando.

### Casting
Debbie Reynolds fue originalmente programada para el papel de la hermana pequeña de Williams, Suzie.
Aunque Williams había oído hablar de Lamas antes de que lo eligieran como su amante en la película, los dos nunca fueron presentados formalmente. En 1969, los dos se casaron, y así permanecieron hasta la muerte de Lamas en 1982. Cuando le preguntaron si lo conocía cuando el estudio le sugirió el nombre de un posible coprotagonista, Williams mencionó que "protagonizó películas con  Jane Powell, Greer Garson, y Lana Turner, y [ella] sabía que estaba vinculado románticamente con Lana Turner". Y oyó que sabía nadar. Sí, Fernando Lamas sonaba como un buen casting." Lamas inicialmente rechazó el papel, diciendo que vino a la MGM para ser una "estrella", y sólo quería actuar en "películas importantes". Williams tuvo que convencerlo de que su papel sería reescrito para ser más grande.

## Estreno
Según los registros de MGM, la película ganó 2.230.000 dólares en los EE. UU. y Canadá y 1.025.000 dólares en otros lugares registrando un beneficio de 386.000 dólares.

### Crítica
Bosley Crowther escribió en un artículo del New York Times de 1953: "este artículo tan juguetón no sólo te deja a menudo en la bebida, sino que también te da una agradable compañía con la que hacer payasadas mientras estás en tierra seca. Como decimos, no hay nada muy especial o espectacular en "Mojada y peligrosa", pero es un entretenimiento relajante en esta época del año".
Una crítica de Variety lo llamó "una mezcla ligera de melodías, comedia, ballet acuático y Esther Williams en traje de baño".

### Medios de comunicación
El 17 de julio de 2007,  Warner Home Video y Turner Entertainment lanzaron Mojada y peligrosa en DVD como parte de la colección Spotlight de Esther Williams, volumen 1. El juego de 5 discos contenía versiones remasterizadas digitalmente  de varias de las películas de Williams, incluyendo La Belleza del Baño (1944), Fácil de Casarse (1946), En una Isla Contigo (1948) y La Hija de Neptuno (1949)
La secuencia de Tom and Jerry nadando con Esther Williams también aparece en varios lanzamientos en DVD y Blu-ray de la serie Tom and Jerry de Warner Home Video, incluyendo la Colección Tom y Jerry Spotlight , Volumen 1 (Bonus Features) y Tom y Jerry: The Deluxe Anniversary Collection (Disco 2, como un corto especial).